# Süleyman Karadeniz
Süleyman Mustafa Karadeniz (ur. 12 lipca 1995) – turecki zapaśnik walczący w stylu wolnym. Olimpijczyk z Tokio 2020, gdzie zajął piąte miejsce w wadze 97 kg. Zajął ósme miejsce na mistrzostwach świata w 2019 roku. 
Mistrz Europy w 2020 i drugi w 2021. Trzeci w indywidualnym Pucharze Świata w 2020. Ósmy w Pucharze Świata w 2019 roku.